# Thyles Montes
Thyles Montes és una estructura geològica del tipus mons a la superfície de Mart, situada amb el sistema de coordenades planetocèntriques a -67.49 ° de latitud N i 136.05 ° de longitud E. Fa 380 km de diàmetre. El nom va ser fet oficial per la UAI el 13 de setembre de 2006 i pren el nom d'una característica d'albedo.